# Icó
Pour les articles homonymes, voir Ico.
Icó est une ville brésilienne de l'État du Ceará. Sa population était estimée à 67 045 habitants en 2014. La municipalité s'étend sur 1 872 km2.

## Histoire
À la fin du XIXe siècle, la ville comptait 3 000 habitants, l'économie locale reposait sur une industrie agricole comprenant l'élevage de gros bétail, la récolte et le commerce de riz. On qualifiait alors son millet et ses fruits d'excellents.

## Maires
| Période | Période | Identité     | Étiquette | Qualité |
| ------- | ------- | ------------ | --------- | ------- |
| 2009    | 2012    | Marcos Nunes | PMDB      |         |